# 1868 год в театре
1868 год в театре

## События
- 28 января — постановкой «Ифигении в Тавриде» Гёте открылся Новый театр в Лейпциге.

### Постановки
- Александринский театр поставил пьесу Мольера «Проделки Скапена».

## Деятели театра

### Родились
- 5 (17) февраля, Санкт-Петербург — Иосиф Кшесинский, артист балета и хореограф, характерный солист Мариинского театра. Заслуженный артист РСФСР (1927).
- 18 февраля – Самуэль Люблинский, немецкий драматург.
- 1 августа — Яльмар Бергстрём, датский драматург.
- 9 (21) сентября, Глазов, Удмуртия — Ольга Книппер-Чехова, драматическая актриса, супруга писателя Антона Чехова, народная артистка СССР (1937).
- 25 сентября, Худенице — Ярослав Квапил, чешский поэт, драматург, театральный режиссёр.
- 13 декабря (возможно 1867?), Палермо — Марио Саммарко[англ.], итальянский оперный певец и педагог, баритон.